# Harrison Ford
 Der er flere personer med dette navn, se Harrison Ford (stumfilmskuespiller).
Harrison Ford (født 13. juli 1942) er en amerikansk skuespiller. Han har været en førende mand i film af flere genrer og betragtes som et amerikansk kulturikon. Hans film har indtjent mere end 5,4 milliarder dollars i Nordamerika og mere end 9,3 milliarder dollars på verdensplan, hvilket gør ham til den syvende mest indtjenende skuespiller i Nordamerika. Han har modtaget forskellige udmærkelser, herunder AFI Life Achievement Award i 2000, Cecil B. DeMille Award i 2002, en Ærescésar i 2010 og en Ærespalme d'Or i 2023, foruden en Oscar-nominering.
Efter at have spillet biroller i film som Sidste nat med kliken (1973) og Aflytningen (1974) vandt Ford verdensomspændende berømmelse for sin hovedrolle som Han Solo i den episke film Star Wars (1977), en rolle han gentog i fire efterfølgere over de næste fire årtier. Star Wars filmene blev et globalt kulturelt fænomen. Han er også kendt for sin skildring af den titulære karakter i den populære filmfranchise Indiana Jones, begyndende med action-eventyrfilmen Jagten på den forsvundne skat (1981); han gentog også den rolle i fire efterfølgere i løbet af de næste fire årtier. Han spillede hovedrollen som Rick Deckard i science fiction-filmene Blade Runner (1982) og Blade Runner 2049 (2017) og som Jack Ryan i spionthrillerfilmene Patrioternes spil (1992) og Clear and Present Danger (1994).
Ford modtog en nominering til Oscar-prisen for bedste mandlige hovedrolle for at spille en detektiv i thrilleren Vidnet (1985). Han spillede andre heroiske karakterer i Flygtningen (1993), The Devil's Own (1997), Air Force One (1997) og Cowboys & Aliens (2011) samt mere moralsk komplekse roller i The Mosquito Coast (1986), Presumed Innocent (1990), Regarding Henry (1991), Bag facaden (2000) og 42 (2013). Han medvirkede også i de romantiske film som Working Girl (1988), Sabrina (1995), Six Days, Seven Nights (1998), Morning Glory (2010) og The Age of Adaline (2015).
Ford medvirker i Paramount+ westernserien 1923 (2022-nutid) og Apple TV+-komedieserien Shrinking (2023-nutid). Uden for skuespillet er han autoriseret pilot; han har ofte assisteret beredskabstjenesterne i redningsmissioner nær sit hjem i Wyoming, og han var formand for et luftfartsuddannelsesprogram for unge fra 2004 til 2009. Ford er en dedikeret miljøaktivist, der har fungeret som konstituerende næstformand for Conservation International siden 1991. Han er gift med skuespillerinden Calista Flockhart.

## Udvalgt filmografi
- Sidste nat med kliken som Bob Falfa (1973)
- Star Wars Episode IV: Et nyt håb som Han Solo (1977)
- Dommedag nu som Oberst Lucas (1979)
- Star Wars Episode V: Imperiet slår igen som Han Solo (1980)
- Jagten på den forsvundne skat som Indiana Jones (1981)
- Blade Runner som Rick Deckard (1982)
- Star Wars Episode VI: Jediridderen vender tilbage som Han Solo (1983)
- Indiana Jones og templets forbandelse som Indiana Jones (1984)
- Vidnet (1985)
- Indiana Jones og det sidste korstog som Indiana Jones (1989)
- Måske uskyldig (1990)
- Flygtningen (1993)
- Air Force One (1997)
- Indiana Jones og Krystalkraniets Kongerige som Indiana Jones (2008)
- The Expendables 3
- 42 (2013)
- Ender's Game (2013)
- Star Wars Episode VII: The Force Awakens som Han Solo (2015)
- Blade Runner 2049 som Rick Deckard (2017)